# Show Network
Show Network (en hangul, 쇼 네트워크) fue un programa de música surcoreano perteneciente al canal MBC. Se emitía los viernes a las 20:05 hrs. (KST), y estuvo al aire desde el 30 de octubre de 1989 hasta el 2 de noviembre de 1990, cuando fue reemplazado por el programa Everyone's Popular Songs.
Es conocido por ser uno de los primeros programas musicales con sistema de ranking y premiación del canal MBC, que tras una serie de sucesivos cambios durante más de una década, se convirtió finalmente en el programa conocido como Show! Music Core.

## Historia
El 30 de octubre de 1989, el canal surcoreano MBC estrenó el programa musical Show Network en reemplazo del programa 내가 뽑은 인기가요 (Popular Song I Choose). El programa contaba con un sistema de lista musical, donde en cada capítulo se escogía a un artista ganador del primer lugar.
El horario de transmisión fue originalmente los días lunes a las 20:55 hrs. (KST). Tras una reorganización, se cambió su horario a los días miércoles a las 19:15 hrs. y, finalmente, fue emitido los viernes a las 20:05 hrs.
Tras 47 episodios, el 2 de noviembre de 1990 el programa llegó a su término, siendo reemplazado por Everyone's Popular Songs.

## Temporadas
| Temporada | Temporada | Episodios          | Emisión original       | Emisión original        |
| Temporada | Temporada | Episodios          | Primera emisión        | Última emisión          |
| --------- | --------- | ------------------ | ---------------------- | ----------------------- |
|           | 1989      | 8                  | 30 de octubre de 1989  | 25 de diciembre de 1989 |
| 1990      | 39        | 8 de enero de 1990 | 2 de noviembre de 1990 |                         |

## Ganadores

### 1989
| — | No hubo programa o ganador |

| Episodio | Fecha           | Artista                 | Canción                                |
| -------- | --------------- | ----------------------- | -------------------------------------- |
| 1        | 30 de octubre   | Lee Sun-hee             | «My Street»                            |
| 2        | 6 de noviembre  | Kim Heung-gook          | «Tiger Butterfly»                      |
| 3        | 13 de noviembre | Kim Heung-gook          | «Tiger Butterfly»                      |
| 4        | 20 de noviembre | Kim Heung-gook          | «Tiger Butterfly»                      |
| 5        | 27 de noviembre | Kim Heung-gook          | «Tiger Butterfly»                      |
| 6        | 4 de diciembre  | Kim Heung-gook          | «Tiger Butterfly»                      |
| 7        | 11 de diciembre | Yang Soo-kyung          | «Love is Like Rain Outside the Window» |
| —        | 18 de diciembre | —                       | —                                      |
| 8        | 25 de diciembre | Especial de fin de año. | Especial de fin de año.                |

### 1990
| — | No hubo programa o ganador |

| Episodio | Fecha            | Artista                                                | Canción                                                |
| -------- | ---------------- | ------------------------------------------------------ | ------------------------------------------------------ |
| —        | 1 de enero       | Especial de Año Nuevo.                                 | Especial de Año Nuevo.                                 |
| 9        | 8 de enero       | Hyun Chul                                              | «봉선화 연정»                                          |
| 10       | 17 de enero      | Kim Ji-ae                                              | «A Cheeky Man»                                         |
| 11       | 24 de enero      | Kim Ji-ae                                              | «A Cheeky Man»                                         |
| 12       | 31 de enero      | Kim Ji-ae                                              | «A Cheeky Man»                                         |
| 13       | 7 de febrero     | Kim Ji-ae                                              | «A Cheeky Man»                                         |
| 14       | 14 de febrero    | Kim Ji-ae                                              | «A Cheeky Man»                                         |
| 15       | 21 de febrero    | Byun Jin-sub                                           | «To You Again»                                         |
| 16       | 28 de febrero    | Jo Jung-hyun                                           | «Even Loved That Pain»                                 |
| —        | 7 de marzo       | Especial de Año Nuevo.                                 | Especial de Año Nuevo.                                 |
| 17       | 14 de marzo      | Byun Jin-sub                                           | «Wishes»                                               |
| 18       | 21 de marzo      | Byun Jin-sub                                           | «Wishes»                                               |
| 19       | 28 de marzo      | Byun Jin-sub                                           | «Wishes»                                               |
| 20       | 4 de abril       | Byun Jin-sub                                           | «Wishes»                                               |
| 21       | 11 de abril      | Byun Jin-sub                                           | «Wishes»                                               |
| 22       | 18 de abril      | Byun Jin-sub                                           | «Wishes»                                               |
| 23       | 25 de abril      | Choi Sung-soo                                          | «Don't Forget It»                                      |
| 24       | 2 de mayo        | Choi Sung-soo                                          | «Don't Forget It»                                      |
| —        | 9 de mayo        | Partido amistoso Selección de fútbol de Corea del Sur. | Partido amistoso Selección de fútbol de Corea del Sur. |
| 25       | 16 de mayo       | Choi Sung-soo                                          | «Don't Forget It»                                      |
| 26       | 23 de mayo       | Ko Byung-hee                                           | «Rain On the Window»                                   |
| 27       | 30 de mayo       | Ko Byung-hee                                           | «Rain On the Window»                                   |
| —        | 6 de junio       | Especial de fútbol.                                    | Especial de fútbol.                                    |
| 28       | 13 de junio      | Ko Byung-hee                                           | «Rain On the Window»                                   |
| 29       | 20 de junio      | Ko Byung-hee                                           | «Rain On the Window»                                   |
| 30       | 27 de junio      | Lee Seung-chul                                         | «Last Concert»                                         |
| 31       | 4 de julio       | Ko Byung-hee                                           | «Rain On the Window»                                   |
| 32       | 11 de julio      | Kim Min-woo                                            | «It's Only Love»                                       |
| 33       | 18 de julio      | Kim Min-woo                                            | «It's Only Love»                                       |
| 34       | 25 de julio      | Kim Min-woo                                            | «It's Only Love»                                       |
| 35       | 1 de agosto      | Kim Min-woo                                            | «It's Only Love»                                       |
| 36       | 8 de agosto      | Kim Min-woo                                            | «It's Only Love»                                       |
| —        | 15 de agosto     | Celebración del Gwangbokjeol.                          | Celebración del Gwangbokjeol.                          |
| 37       | 22 de agosto     | Cho Yong-pil                                           | «Reunion»                                              |
| 38       | 29 de agosto     | Cho Yong-pil                                           | «Reunion»                                              |
| 39       | 5 de septiembre  | Lee Seung-chul                                         | «Girl's Generation»                                    |
| 40       | 12 de septiembre | Cho Yong-pil                                           | «Reunion»                                              |
| 41       | 19 de septiembre | Cho Yong-pil                                           | «Reunion»                                              |
| 42       | 26 de septiembre | Cho Yong-pil                                           | «Reunion»                                              |
| 43       | 3 de octubre     | Cho Yong-pil                                           | «Reunion»                                              |
| 44       | 10 de octubre    | Shin Hae-chul                                          | «Don't Put on a Sad Face»                              |
| 45       | 19 de octubre    | Shin Hae-chul                                          | «Don't Put on a Sad Face»                              |
| 46       | 26 de octubre    | Min Hae-kyung                                          | «Face That I Miss»                                     |
| 47       | 2 de noviembre   | Shin Hae-chul                                          | «Don't Put on a Sad Face»                              |

### Artistas con más primeros lugares
| Pos. | Artista        | Victorias | Actividad     |
| ---- | -------------- | --------- | ------------- |
| 1.º  | Byun Jin-sub   | 7         | 1987-presente |
| 2.º  | Cho Yong-pil   | 6         | 1968-presente |
| 3.º  | Kim Heung-gook | 5         | 1982-presente |
| 3.º  | Kim Ji-ae      | 5         | 1983-presente |
| 3.º  | Kim Min-woo    | 5         | 1990-presente |
| 3.º  | Ko Byung-hee   | 5         |               |
| 4.º  | Choi Sung-soo  | 3         | 1982-presente |
| 4.º  | Shin Hae-chul  | 3         | 1988-2014     |
| 5.º  | Lee Seung-chul | 2         | 1985-presente |
| 6.º  | Lee Sun-hee    | 1         | 1984-presente |
| 6.º  | Yang Soo-kyung | 1         | 1988-presente |
| 6.º  | Hyun Chul      | 1         | 1969-presente |
| 6.º  | Jo Jung-hyun   | 1         | 1983-presente |
| 6.º  | Min Hae-kyung  | 1         | 1980-presente |

## Presentadores
| Período               | Período                | Presentador(es)               |
| Inicio                | Final                  | Presentador(es)               |
| --------------------- | ---------------------- | ----------------------------- |
| 30 de octubre de 1989 | 10 de enero de 1990    | Byeon Ung-jeon, Jung Hye-jung |
| 17 de enero de 1990   | 12 de octubre de 1990  | Jo Su-hyeon, Gil Eun-jung     |
| 19 de octubre de 1990 | 2 de noviembre de 1990 | Lee Taek-rim, Kim Eun-ju      |

## Programas Similares
- Inkigayo
- Music Bank
- Show! Music Core
- M! Countdown
- Show Champion
- The Show